# Frederico Guilherme von Hoonholtz
Frederico Guilherme von Hoonholtz (em alemão: Friedrich Wilhelm von Hoonholtz; Prússia, 1795 - Itaguaí, 31 de dezembro de 1837), foi um nobre, militar, comerciante, empresário e engenheiro prussiano radicado no Brasil.

## Biografia
Cursava a Universidade de Leipzig, no setor de Engenharia, quando, junto a outros estudantes da universidade, decidiu abandonar o curso para participar das Guerras Napoleônicas, tendo participado das batalhas de Leipzig e Waterloo. Durante a guerra, em 1813, seu pai faleceu e o castelo da família foi incendiado. Terminada a guerra, retornou aos estudos de Engenharia e se graduou. Von Hoonholtz, então um tenente do Exército Prussiano, foi recrutado pelo major Schäffer para vir ao Brasil como mercenário a serviço de D. Pedro I, transferindo-se para o Brasil em 1824, no posto de alferes.
No navio Argus, que o transportava ao Brasil, conheceu a jovem Johanne Cristine van Engel Alt, neta do almirante van Engel e sobrinha do comandante van Engel - ambos batavos -, que vinha ao Brasil acompanhada de seu meio-irmão, Henrique Alt, e de seu pai, o médico alemão Dr. Pedro Alt, recrutado como assistente de cirurgião no 27.º Batalhão de Caçadores do Corpo de Estrangeiros do Exército Brasileiro, mesmo regimento no qual Frederico Guilherme von Hoonholtz estava alistado. Três meses depois de chegarem ao Rio de Janeiro, casaram-se na capela do 27.º Batalhão de Caçadores.
Como militar, participou da Guerra da Cisplatina, com o 27.º Batalhão de Caçadores, sendo parte do Estado-Maior, juntamente a seu sogro, o Dr. Pedro Alt. Foi ferido por lança e sofreu inúmeras queimaduras no incêndio do campo da batalha do Passo do Rosário, em 20 de fevereiro de 1827. Alcançou a patente de capitão do Exército Brasileiro. Licenciou-se do serviço militar e, em dezembro de 1829, seguiu com a família para a ilha de Santa Catarina, onde viveu por algum tempo, em Desterro, até mudar-se novamente para o Rio de Janeiro, em julho de 1830. Em 1830, o 27.º Batalhão de Caçadores foi desmobilizado, seguido dos demais batalhões estrangeiros do Exército Brasileiro, em razão da lei de 24 de novembro de 1830, votada na Assembleia Geral, que, no seu artigo 10, determinava que não haveria mais corpo algum composto de estrangeiros no Exército Brasileiro, e, no seu artigo 12, determinava execução imediata da referida lei.
Em julho de 1830, volta ao Rio de Janeiro com a família, indo morar em Santa Teresa, pouco acima do convento das freiras, numa casa aprazível, com jardim e quintal, e de onde se descortinava toda a baía de Guanabara, desde o Pão de Açúcar até a Serra dos Órgãos. Certa manhã, cavalgava na praia de Botafogo, quando, depois de passado o morro do Pasmado, encontra Dom Pedro I, que cavalgava acompanhado de dois generais, seguido do seu séquito de cavaleiros logo atrás. O imperador saía do Forte da Praia Vermelha e seu cavalo, o Rapp (nome de um general de Napoleão Bonaparte), rebentou uma cilha. D. Pedro I parou o animal, fez um gesto amigável e puxou assunto com Frederico Guilherme, enquanto dois soldados do séquito imperial apressaram-se para consertar a cilha. Após uma conversa, seguida de algumas visitas, o imperador convida-o para passar uns dias na Fazenda Imperial de Santa Cruz. Frederico Guilherme ficaria hospedado na Fazenda Imperial de Santa Cruz, como hóspede do imperador. Nessa visita, D. Pedro I mostra a von Hoonholtz o quarto que ocupara quando criança naquela fazenda. Nesse quarto, o imperador mostra a Frederico Guilherme as espadas e espingardas de folha-de-flandres com as quais, na infância, armava um exército de meninos escravos para lutar contra um exército idêntico comandado por seu irmão, D. Miguel, antecipando a guerra que os dois irmãos travariam mais tarde em Portugal. Em seguida, D. Pedro I propõe a Frederico Guilherme que coordene a instalação de amplos quartéis para cerca de dez mil homens na região, tirando o grosso do exército do centro urbano da Corte, de forma que as tropas passariam a permanecer sob controles mais eficazes do imperador. Para realizar o projeto, von Hoonholtz muda-se para Itaguaí, onde se fixou com a família numa chácara localizada nos arredores do sítio da Grimaneza, considerada a região mais bonita de Itaguaí. Parte do território da Fazenda Imperial de Santa Cruz ficava em Itaguaí. Porém, o projeto, que já estava em andamento, é cancelado com a abdicação de Dom Pedro I, em 1831, e seu subsequente retorno a Portugal.
Frederico Guilherme era primo do barão von Schneeburg, que também se mudaria para o Brasil, e que visitaria a família von Hoonholtz algumas vezes. O barão von Schneeburg, depois de uma longa estadia em terras brasileiras, posteriormente retornaria à Europa.
Frederico Guilherme von Hoonholtz se dedica então ao comércio de café e transporte de mercadorias, constituindo, em fins de 1831, uma firma com Stockmayer, Felipe Neri de Carvalho e Antônio Vicente Danemberg para deter em Itaguaí todas as tropas enviadas pelos fazendeiros para a Capital. Era um monopólio do gênero. Os plantadores eram favorecidos pelo pronto pagamento do produto. A nova companhia depositava o café em armazéns para o escoamento. Daí seria transportado em carros de bois até Itacuruçá, onde seriam embarcados em navios para a Corte. Projetaram, para mais tarde, a canalização do rio, com o objetivo de facilitar a operação de transporte. Para neutralizarem a inconveniência de as tropas de torna-viagem não levarem as mercadorias que traziam do Rio, alugaram um entreposto destinado a tal comércio. Os negócios prosperaram. Von Hoonholtz depois constrói juntamente com o coronel engenheiro Antônio Vicente Danemberg, o primeiro porto de Itaguaí e um canal de escoamento - o Canal D. Pedro II. Em 27 de dezembro de 1837, Frederico Guilherme retorna já doente de uma viagem de negócios ao Rio de Janeiro com febre, dores atrozes de cabeça e colapsos periféricos, falecendo poucos dias depois, no dia 31 de dezembro de 1837. D. Joana Cristina passa então a administrar sozinha os negócios da família.
Em 1847, os negócios da família sofrem um golpe tremendo: o monopólio da dragagem (ainda não terminada) e o direito de exploração econômica do complexo portuário de Itaguaí são outorgados a um concorrente, o comendador Francisco José Cardoso; o que leva D. Joana Cristina a decidir por liquidar com o menor prejuízo possível a firma e mudar-se, novamente, para o Rio. D. Joana Cristina passa então a residir com os cinco filhos numa chácara urbana, chamada Chácara do Mirante, no então aristocrático bairro carioca da Gamboa.
A condessa D. Joana Cristina posteriormente se mudaria para Paris, França, junto a seu filho caçula, o barão de Teffé; à nora, Maria Luísa Dodsworth von Hoonholtz, baronesa de Teffé; e aos netos que eram filhos do barão de Teffé; residindo à Avenue Kleber, no refinado 16.º arrondissement. D. Joana Cristina viria a falecer na capital francesa, em 15 de novembro de 1889, dia em que foi proclamada a república no Brasil.

## Descendência
O casal von Hoonholtz teve os seguintes filhos:
- Carlos Guilherme von Hoonholtz – foi o primogênito, nasceu na barra do Rio Grande, em 19 de dezembro de 1826, a bordo da embarcação que os transportava ao Rio Grande do Sul.[30][3] Estudou na Academia Imperial de Belas Artes.[31] Faleceu na Amazônia, em 1874, contaminado por beribéri, durante expedição junto com seu irmão Antônio Luís, que buscava a nascente do rio Javari,[32] expedição da qual era o agrimensor.[31]
- José Paulino von Hoonholtz, o Juca – nasceu em São Gabriel, em 11 de abril de 1828.[3] Foi tenente-coronel da Guarda Nacional.[33] Tendo sido superintendente do Estabelecimento de Fundição e Estaleiros Ponta d'Areia, que era de propriedade do visconde de Mauá.[34] Posteriormente, estabeleceu-se no Ceará, onde viveu durante quatorze anos. Empresário, teve exclusividade sobre o abastecimento de água em Fortaleza por cinquenta anos - tendo continuado a usufruir dos rendimentos sobre a exclusividade quando passou a residir em Manaus.[35][36][37][38][39] Foi ainda proprietário da Fundição Cearense, associando-se depois ao inglês James Spears, atuante em Recife; tendo tido muito sucesso com a fundição.[40] Depois mudou-se para Manaus, onde foi deputado provincial do Amazonas.[41][42] Atuou como contratador (atravessador) de trabalhadores para a Estrada de Ferro Madeira-Mamoré - no contrato com a Madeira-Mamoré, ele receberia 1,30 dólares americanos (valor não atualizado) por dia por cada trabalhador contratado. No entanto, o contrato com a Madeira-Mamoré foi rompido por iniciativa de José Paulino von Hoonholtz, após sucessivos problemas encontrados.[43][44][37][45][46] Foi bisavô do político e jurista Darcy von Hoonholtz, deputado estadual à Assembleia Legislativa do Estado do Rio Grande do Sul, que teve o mandato cassado pela ditadura militar.[47]
- Guilhermina Eulália von Hoonholtz - nasceu em Desterro em 12 de fevereiro de 1830.[3]
- Frederico José von Hoonholtz, o Fritz - nasceu em Itaguaí em 14 de abril de 1832.[3] Foi comissário de café em Cantagalo.[48] Foi diretor das colônias Conde d'Eu (atual Garibaldi) e Dona Isabel (atual Bento Gonçalves), na então província de São Pedro do Rio Grande do Sul.[49][50][51][52][53]
- Antônio Luís von Hoonholtz, o Bubchen – nasceu em Itaguaí em 9 de maio de 1837.[3] Herói da Guerra do Paraguai, foi almirante da Marinha brasileira, diplomata, senador, literato e veador da última imperatriz do Brasil, tendo recebido do Império o título nobiliárquico de barão de Teffé com honras de grandeza. Casou-se com Maria Luísa Dodsworth, irmã do 2.° barão de Javari,[54] tia da condessa de Frontin, D. Maria Leocádia Dodsworth de Frontin, esposa do engenheiro Paulo de Frontin, conde de Frontin;[55] e tia-avó de Henrique Dodsworth. Foi pai de Nair de Teffé von Hoonholtz, Oscar de Teffé von Hoonholtz, Álvaro de Teffé von Hoonholtz e Otávio de Teffé von Hoonholtz, além de avô de Manuel de Teffé e da marquesa Maria Luiza de Teffé Berlingieri, esposa do marquês italiano Pier Luigi Berlingieri;[56][57][58] e bisavô de Anthony Steffen.

## Título nobiliárquico e grafias alternativas do sobrenome Hoonholtz
Em alguns livros e sites brasileiros, Frederico Guilherme von Hoonholtz é citado como conde, na maioria das vezes sem muitas explicações com relação à origem do título; outros livros e sites brasileiros não mencionam o título. No livro Barão de Teffé, militar e cientista, biografia do almirante Antônio Luiz von Hoonholtz, a obra brasileira mais completa sobre Friedrich Wilhelm von Hoonholtz pois dedica um capítulo inteiro ao biografado e conta diversas passagens e fatos de sua vida em outros capítulos também, não há menção ao título nobiliárquico, mas ao fato de Frederico Guilherme pertencer a uma família nobre, que fazia parte da aristocracia prussiana e da Ordem dos Cavaleiros Teutônicos. O livro Barão de Teffé, militar e cientista, biografia do almirante Antônio Luiz von Hoonholtz, publicado no Rio de Janeiro, em 1977, pelo Serviço de Documentação Geral da Marinha, foi escrito por Tetrá de Teffé, esposa de Álvaro de Teffé von Hoonholtz, filho do barão de Teffé. No livro Os Mercenários do Imperador, de Juvencio Saldanha Lemos, é mencionado que Frederico Guilherme von Hoonholtz era da nobreza prussiana.
Numa lista do 27.° Batalhão de Caçadores do Corpo de Estrangeiros do Exército Brasileiro, encontrada pelo Aurélio Porto no Arquivo Nacional, Frederico Guilherme von Hoonholtz é mencionado com o sobrenome Hohnholz. O autor Juvencio Saldanha Lemos explica que, pelo contingente constante dessa lista, essa lista só pode ser de 1826 ou até de 1824.
Na obra Barão de Teffé, militar e cientista, biografia do almirante Antônio Luiz von Hoonholtz, há uma nota na página 47 do referido livro, que diz que nos documentos compulsados durante a pesquisa, alguns sobrenomes alemães são grafados de forma diferente; entre os quais Hoonholtz, que também é chamado Hoonhorst. Frederico Guilherme von Hoonholtz é mencionado com o sobrenome Hohnhorst no livro O Rio de Janeiro como é 1824-1826 (uma vez e nunca mais), de Carl Schlichthorst, seu contemporâneo no Corpo de Estrangeiros.
Hohnhorst é uma antiga família nobre alemã do Principado de Luneburgo (1269-1705), região da Baixa Saxônia. Luneburgo seria anexado em 1705, ao Eleitorado de Brunsvique-Luneburgo, mais conhecido como Eleitorado de Hanôver. O Eleitorado de Hanôver seria sucedido pelo Reino de Hanôver, em 1814, como consequência do Congresso de Viena. Hanôver seria mais tarde anexado pela Prússia, tornando-se a Província de Hanôver do Reino da Prússia. No atual estado alemão da Baixa Saxônia, há uma cidade de nome Hohnhorst. A família von Hohnhorst remonta ao século XIII, pertencendo assim à Uradel - termo alemão usado para designar a antiga nobreza, isto é, as tradicionais famílias de cavaleiros feudais que têm a sua linhagem traçada desde pelo menos o século XIV ou antes disso. A família von Hohnhorst também faz parte da nobreza não titulada.